# Стефан Божков (професор)
Стефан Христов Божков следва през 40-те години на 20 век минно дело в Австрия и Колумбийския университет. През войната е привлечен във военното разузнаване на САЩ и участва в операции в Китай, Бирма и Индия. От 1946 г. до пенсиониранието си преподава в Колумбийския университет, където от 1989 г. е заслужил професор. Смятан е за светило в областта на минното дело.
Умира на 25 юни 2001 г. на 82 г. възраст.